# Calypso bulbosa
Calypso bulbosa — вид квіткових рослин з родини зозулинцевих (Orchidaceae), представник монотипного роду Calypso.

## Біоморфологічна характеристика
Це листопадний багаторічний трав'янистий геофіт з круглою яйцеподібною бульбою як багаторічним органом. Має подовжене коріння. Зазвичай висота рослини становить від 8 до 20 см. Знизу є лише один листок на ніжці до 7 см. Листова пластина від еліптично-ланцетної до яйцеподібної форми, до 6 см в довжину і до 5 см в ширину; верхній бік листка темно-зелений, а нижній — пурпуровий. Стебло вкрите біля основи кількома піхвами листків і має одну квітку. Цвіте рослина пурпурово-рожевою двостатевою квіткою. Висунуті пелюстки і чашолистки мають рожевий чи пурпуровий колір, приблизно від 10 до 12 міліметрів у довжину і приблизно від 2 до 4 міліметрів завширшки. Губа (labellum) від білого до рожевого кольору з рожевими або жовтими плямами. Є широка черевикоподібна порожнина на спині у довжину приблизно від 15 до 25 міліметрів. Шпора відсутня. Квітка слабо пахнуть ваніллю. Цвіте після танення снігу, з квітня по червень. Коробочки від еліпсоїдної до ланцетоподібної форми, 2–3 × 1–1.5 см. 2n = 28.

## Середовище проживання
Зростає у субарктичних і північних помірних зонах північної півкулі. У Європі росте у Фінляндії, Швеції та Росії. В Азії це Китай, Монголія, Корея, Японія. У Північній Америці це Канада й США (північ і Скелясті гори).
Рослина була знайдена у соснових тайгових бореальних лісах. Росте на багатих кальцієм ґрунтах у напіввідкритих лісах, переважно хвойних або рідко в змішаних лісах.

## Спосіб життя
Квіти запилюють джмелі. Вид цвіте дуже рано і залежить від джмелів-маток, які прокидаються від зимової сплячки. Урожайність плодів суттєво коливається між роками, в окремі роки дуже висока і досягає 80 %. Пік плодоношення припадає на роки, коли основні джерела нектару джмелів, види Salix, мають короткий період цвітіння через теплу погоду. У цьому випадку C. bulbosa є єдиною квітучою рослиною навколо, і джмелі досить часто відвідують її безнектарні квіти. Виду потрібно багато часу для появи квітки, ≈ 10–15 років. Сплячка досить часто присутня в перші роки її життя і зазвичай триває 1–3 роки, рідко довше..

## Використання
У Росії його збирають з дикої природи для садівництва, але культивувати в садах неможливо.
Бульби (досить невеликі) їстівні сирими чи приготовленими. Індіанці Північної Америки вживали бульби C. bulbosa. Бульби жували чи висмоктували квіти при лікуванні легкої епілепсії.

## Загрози й охорона
Ця рослина залежить від снігового покриву взимку, оскільки бруньки перебувають на поверхні. Якщо снігу не буде, бруньки вимерзнуть, а отже зміна клімату може становити загрозу для виду. Зміна клімату може загрожувати популяції південної Фінляндії. Напади полівок також можуть бути загрозою. У Росії найбільшу загрозу становить вирубка лісів, будівництво ліній електропередач, видобуток кар'єрів і збір цього виду для торгівлі.
Вид включено в Додаток B Конвенції про міжнародну торгівлю видами дикої фауни та флори, що перебувають під загрозою зникнення (CITES). Рослина також внесена до Додатку II Оселищної директиви. У Росії вид має статус CR та охороняється майже в усіх регіонах європейської частини. У Швеції він класифікується як вразливий і захищений національним законодавством. У Фінляндії він класифікується як вразливий.

## Галерея

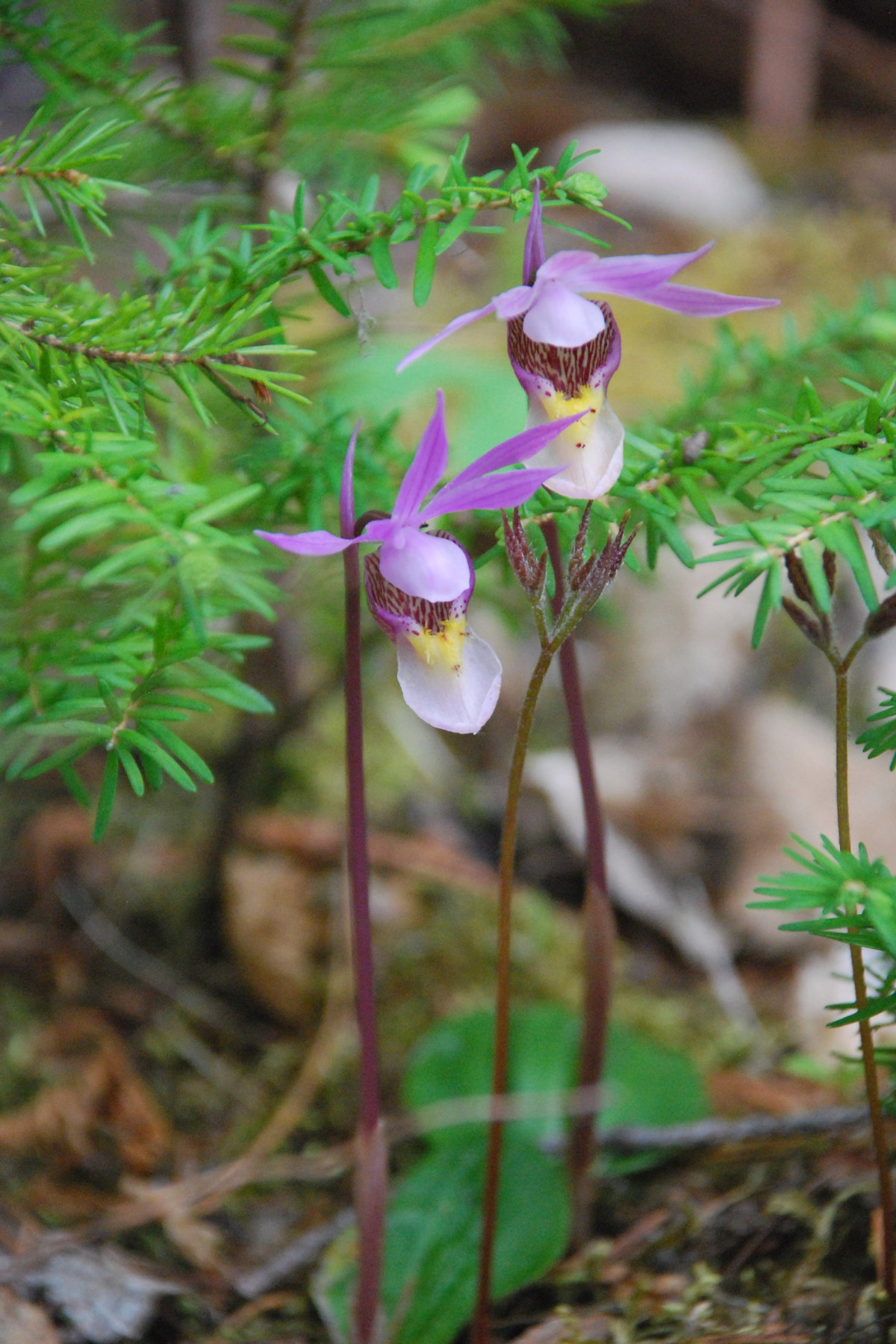
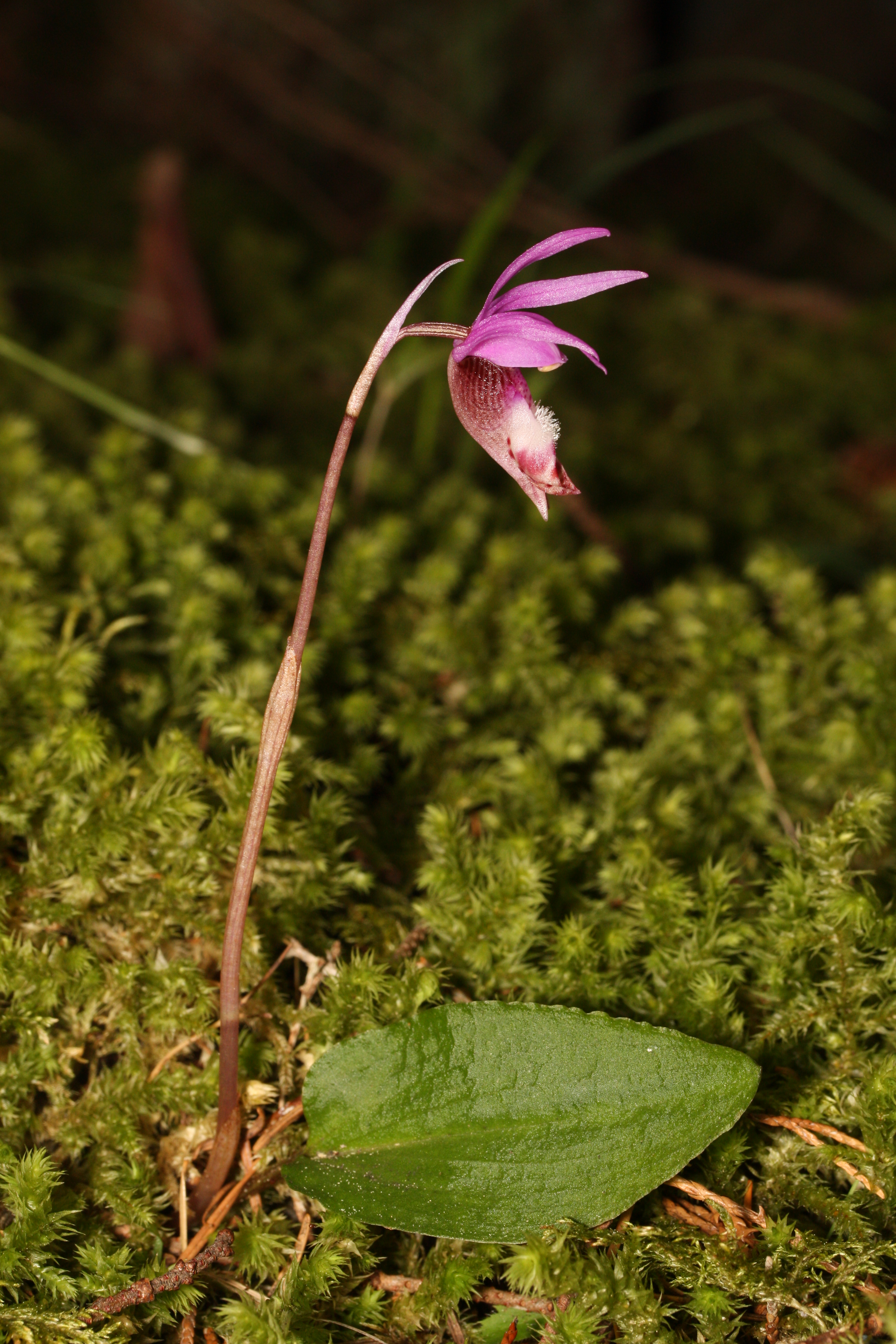
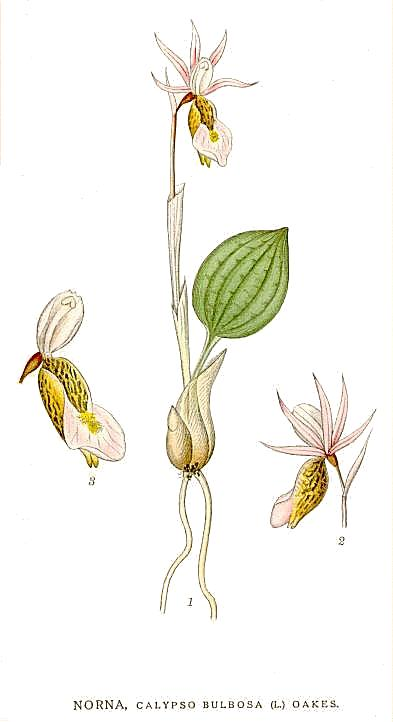